# Municipio de South Westfield
El municipio de South Westfield (en inglés: South Westfield Township) es un municipio ubicado en el  condado de Surry en el estado estadounidense de Carolina del Norte. En el año 2010 tenía una población de 2.233 habitantes.

## Geografía
El municipio de South Westfield se encuentra ubicado en las coordenadas 36°27′1.49″N 80°30′19.21″O / 36.4504139, -80.5053361.